# Jakovany
Jakovany (in ungherese Jákórésze) è un comune della Slovacchia facente parte del distretto di Sabinov, nella regione di Prešov.